# Basavilbaso
Basavilbaso is een plaats in het Argentijnse departement Uruguay in de provincie Entre Ríos. De plaats telt 9354 inwoners.